# Phytobia lunulata
Phytobia lunulata är en tvåvingeart som beskrevs av Friedrich Georg Hendel 1920. Phytobia lunulata ingår i släktet Phytobia och familjen minerarflugor.
Artens utbredningsområde är Österrike. Inga underarter finns listade i Catalogue of Life.